# Hamilton Crescent
Het Hamilton Crescent is een stadion in Glasgow, een stad in Schotland. Het stadion is vooral bekend omdat het gebruikt wordt door de West of Scotland Cricket Club. 

## Historie
In Hamilton Crescent werd de eerste officiële internationale wedstrijd tussen het Schotse en Engelse voetbalelftal gespeeld. Dat gebeurde op 18 november 1972. De wedstrijd eindigde in een 0–0. Bij de wedstrijd waren ongeveer 4.000 toeschouwers aanwezig. In het clubhuis is een plaquette opgehangen die herinnert aan deze gebeurtenis.
Na deze wedstrijd speelde het Schotse elftal nog enkele internationale wedstrijden in dit stadion, maar uiteindelijk werden de internationale wedstrijden afgewerkt in het Hampden Park. In 1877 werd in dit stadion de finale van de Scottish Cup gespeeld tussen Vale Of Leven en Rangers. Er waren replays nodig in hetzelfde stadion om uiteindelijk tot een winnaar te komen. In 1885 werd er in dit stadion een rugbywedstrijd gespeeld tussen Schotland en Engeland. Dat gebeurde tijdens het Zeslandentoernooi.

## Voetbalinterlands
| Voetbalinterlands | Voetbalinterlands | Voetbalinterlands    | Voetbalinterlands | Voetbalinterlands | Voetbalinterlands |
| №                 | Datum             | Wedstrijd            | Uitslag           | Competitie        | Toeschouwers      |
| ----------------- | ----------------- | -------------------- | ----------------- | ----------------- | ----------------- |
| 1                 | 30 november 1872  | Schotland – Engeland | 0 – 0             | vriendschappelijk | 4.000             |
| 2                 | 7 maart 1874      | Schotland – Engeland | 2 – 1             | vriendschappelijk | 7.000             |
| 3                 | 4 maart 1876      | Schotland – Engeland | 3 – 0             | vriendschappelijk | 15.000            |
| 4                 | 25 maart 1876     | Schotland – Wales    | 4 – 0             | vriendschappelijk | 17.000            |